# 107054 Daniela
107054 Daniela è un asteroide della fascia principale. Scoperto nel 2001, presenta un'orbita caratterizzata da un semiasse maggiore pari a 2,2516945 UA e da un'eccentricità di 0,1811073, inclinata di 5,05592° rispetto all'eclittica.